# الکس راس پری
الکس راس پِری (انگلیسی: Alex Ross Perry؛ زادهٔ ۱۴ ژوئیهٔ ۱۹۸۴) کارگردان، فیلم‌نامه‌نویس و هنرپیشه اهل ایالات متحده آمریکا است. وی از سال ۲۰۰۹ میلادی تاکنون مشغول فعالیت بوده‌است.

## فیلم‌شناسی

### در مقام کارگردان
- ۲۰۱۱ - چرخهٔ رنگ
- ۲۰۱۴ - گوش بده فیلیپ
- ۲۰۱۵ - ملکه زمین
- ۲۰۱۷ - خروجی‌های طلایی
- ۲۰۱۸ - بوی او